# Mojné
Mojné (en allemand : Moyne ou Mojne) est une commune du district de Český Krumlov, dans la région de Bohême-du-Sud, en République tchèque. Sa population s'élevait à 259 habitants en 2020.

## Géographie
Mojné se trouve à 8 km à l'est-nord-est de Český Krumlov, à 17 km au sud-sud-ouest de České Budějovice et à 139 km au sud de Prague.
La commune est limitée par Zlatá Koruna au nord, par Dolní Třebonín au nord et au nord-est, par Velešín à l'est, par Zubčice au sud, par Mirkovice au sud-ouest et à l'ouest, et par Přísečná à l'ouest.

## Histoire
La première mention écrite du village date de 1315.

## Administration
La commune se compose de trois quartiers :
- Černice
- Mojné
- Záhorkovice